# 우랄산맥
우랄산맥(러시아어: Ура́льские го́ры 우랄리스키예 고리[*])은 카자흐스탄 북부에서 북극해까지 러시아를 남북으로 종단하는 산맥이다. 아시아와 유럽의 경계에 위치하며 길이는 약 2,500km, 평균 표고는 900m에서 1,200m에 이른다. 산맥의 최고봉은 나로드나야산(높이 1,894m)이다.

## 어원
16세기 크란스카의 지기스문트 폰 헤르베르슈타인 남작이 러시아의 지리에 대해 저술할 때까지 우랄산맥은 "바위 띠"를 뜻하는 여러 이름으로 불렸다. 현대 러시아어에서 우랄(Урал) 이라는 이름이 처음 등장하는 것은 16세기에서 17세기 사이 러시아의 시베리아 정복이 이루어질 때이다. 우랄은 처음에는 산맥의 남쪽 지대만을 가리키는 용어로 쓰이다가 18세기에 들어 지금처럼 산맥 전체를 가리키는 말이 되었다. "바위 띠"는 분명 투르크어에서 차용된 것으로 보인다. 투르크어족에 속하는 바시키르어나 우랄어족에 속하는 오브우그르어에서도 이 지역을 자신들의 언어로 "바위 띠"라고 부른다. 13세기부터 바시키르에서는 영웅 우랄(우랄 바티르) 에 대한 전설이 전해져 온다. 그는 사람들을 위해 자신을 희생하였고 그래서 산기슭에 만든 그의 무덤에 돌을 쌓았다고 한다. 그 때부터 이 산맥을 우랄이라 부르게 되었다는 전설이다. 바시키르어에서 "우르"(үр)는 고지대를 뜻하고, 만시어의 "우르 알라"(ур ала)는 산꼭대기를 뜻하기 때문에 여기서 우랄이란 이름이 왔을 수도 있다. 바실리 타티셰프는 우랄이라는 지명이 띠를 두른다는 뜻의 투르크어 동사 "오랄루"에서 왔을 것이라 추측하였다. I. G. 도브로도모프는 고대 불가르-추바시 방언에서 아랄을 가리키던 말이 바시키르어에서 우랄로 변형되었을 것이라는 가설을 내놓았다. 에벤크어에서 산을 가리키는 "에라"역시 우랄의 어원으로 지목된 바 있다. 핀-우그르 민속학에서는 "연결된 산들"을 뜻하는 오스탸크어 "우르"를 우랄의 어원으로 여긴다. 한편, 투르크학에서는 우랄이 "띠"를 가리키는 고대 타타르어에서 파생되어 "바위 띠"를 뜻하게 되었다고 추측한다.

## 역사
중세 이슬람 상인들은 우랄산맥 서쪽 기슭에 있던 페름 지방의 옛 국가인 대페름과 거래를 하였다. 중세 이슬람의 지리학자들은 최소 10세기 무렵 우랄산맥이 아랄해에서 북극해까지 길게 이어져 있다는 것을 알고 있었다. 러시아에서는 키예프 루스의 《원초 연대기》에서 우랄 산맥을 언급하고 있는데 노브고로드 공화국이 1096년 그들의 영토가 페초라강에 이르렀으며 우랄산맥에서 철광을 채굴하였다고 한다.
그럼에도 불구하고 16세기 초 폴란드의 지리학자인 마치에이 미에호비타(Maciej Miechowita)가 저술한 《두 사르마티아인에 대한 논고》(Tractatus de duabus Sarmatiis, 1517)에는 유럽 동부의 산맥에 대한 언급이 전혀 없다. 유럽 동부의 지리에 대해 다시 알려지기 시작한 것은 지기스문트 폰 헤르베르슈타인이 《모스코비의 강역에 대한 기록》(Rerum Moscoviticarum Commentarii, 1549)을 저술한 이후이다.
1550년대에 이르러 러시아 차르국의 이반 4세 차르가 카잔 칸국을 멸망시킨 후 러시아는 우랄산맥 남부를 자신의 영토로 삼게 되었다. 1574년 이반 4세는 우파에 요새를 세웠다. 이후 러시아는 1598년에 시비리 칸국을 멸망시키고, 1648년에는 쿤구르에 요새를 건설하는 등 우랄산맥에 대한 지배력을 강화하였다.
17세기에 들어 우랄산맥에는 철, 구리, 운모, 보석 원광 등을 채굴하는 광산이 들어서기 시작하였다. 러시아 제국을 선포한 표트르 1세 황제의 산업화 정책에 따라 우랄산맥은 러시아의 산업 발전에 필요한 원자재를 공급하는 대표적인 광산 지역이 되었다. 19세기는 전세계에서 사람들이 황금을 찾아 몰려가는 "황금광 시대"였고 러시아에도 황금 열풍이 불었다. 알렉산드르 1세 황제가 금광을 개발한 이래 1823년에 2톤이 채 되지 않던 우랄산맥의 금 생산량은 1830년 5톤, 1842년 11톤으로 크게 증가하였으며 1847년 무렵에는 전세계 금 생산의 60%를 차지하게 되었다. 우랄산맥 금광의 대대적인 성공은 이후 러시아가 시베리아를 거쳐 극동에 이르기까지 영토를 확장하는 큰 동기 가운데 하나였다.
18세기 표트르 1세 황제의 명령에 따라 바실리 타시셰프가 우랄산맥에 대한 최초의 지리 조사를 하였고, 1770년에서 1771년 사이에 러시아의 지리학자 알렉산드르 카르핀스키, 식물학자 포르피리 크릴로프, 동물학자 레오니드 파블로비치 사바네예프, 영국의 로더릭 머치슨, 프랑스의 에두아르 드 베르누이로 구성된 국제 조사단이 과학적 탐사 결과를 발표하였다. 머치슨은 1841년 우랄 산맥 전체를 나타낸 지도를 제작하여 베르누이, 키설링과 함께 《유럽 러시아와 우랄산맥의 지리》를 출간하였다.
1878년 우랄 철도가 건설되었다. 우랄 철도는 이미 러시아의 대표적인 산업 단지였던 우랄 지역 내의 산업 단지 사이를 연결한 것으로 페름에서 예카테린부르크 등을 연결한 것이다. 이후 우랄 철도의 첼랴빈스크는 시베리아 횡단 철도의 기점이 되었다. 1927년 고도 1,895m의 나로드나야산이 우랄산맥 최고봉으로 확정되었다.
1930년 소련은 중공업 중심의 계획 경제를 추진하였고, 우랄산맥의 마그니토고르스크는 제철 산업의 중심지가 되었다. 제2차 세계 대전 시기 독일의 침공에 맞서 소련은 동부 전선에서 충분히 떨어진 우랄 산맥 지역에 군수산업을 육성하였고 니즈니타길의 우랄바곤자보트(УралВагонЗавод, 우랄 차량 공장)는 "제183 스탈린 탱크 제조 공장"으로 개명되어 T-34를 생산였다. 이후 우랄 산맥 지역은 핵무기 개발에서도 중요한 지역이 되어 마야크 재처리 공장에서 핵무기 개발 프로젝트가 진행되었다. 마야크 핵무기 시설은 1957년 키시팀 사고로 폐쇄되었다.

## 지형
우랄산맥은 북극해의 일부인 카라해부터 중앙유라시아 스텝 기후 지역인 카자흐 초원까지 남북으로 길게 이어져 약 2,500km에 달한다. 우랄산맥을 기준으로 동쪽으로는 아시아, 서쪽으로는 유럽으로 구분한다. 우랄산맥은 다음과 같이 극지 우랄, 아극지 우랄, 북부 우랄, 중부 우랄, 남부 우랄로 구분된다.
- 극지 우랄: 콘스탄티노프 카멘 산을 기점으로 북극해와 접하는 쿨가강 어귀까지 385 km에 이르는 구간이다. 최고봉은 1,499m의 파예르산이고 평균 고도는 1,000m 정도이다. 극지 우랄의 산들은 능선이 가파르고 암벽이 그대로 노출되어 있으며 정상은 평평하거나 둥근 모습을 하고 있다.[16][4]
- 아극지 우랄: 아극지 우랄은 고지대에 자리잡고 있으며 우랄산맥의 최고봉인 나로드나야산(1,895 m)이 자리잡고 있다. 이 외에도 카르핀스키산(1,878m), 마나라가산(1,662m) 등의 높은 산봉우리들이 이어져 있다. 슈추고르강까지 남쪽으로 225km가량 이어진다.[16][4]
- 북부 우랄: 1,000~1,200m 높이의 산들이 병풍처럼 이어져있다. 우사강에서 남북으로 560 km의 구간이며 산들은 대부분 정상이 평평하지만, 텔포시즈산(1,617m), 코자코프스키봉(1,569m)와 같이 가파르게 솟아오른 것들도 있다. 오랜 풍화작용으로 산의 경사는 완만한 편이다.[16][4]
- 중부 우랄: 우랄산맥의 능선이 낮아지는 곳이다. 부드러운 봉우리들이 이어져 있으며 최고봉의 높이는 994 m이다. 남쪽의 우파강까지 이어진다.[4]
- 남부 우랄: 수 많은 계곡들이 발달하여 있고 이와 나란히 달리는 능선들로 복잡한 지형을 이룬다. 최고봉은 야만타우산(1,640m)이고 볼쇼이 이레멜(1,589m)과 말리 이레멜(1,449m)로 나뉘는 이레멜산도 잘 알려진 산이다. 남부 우랄은 550km 정도를 이어져 우랄강이 발원하며 무고드자르 구릉지와 연결되는 지점에서 끝난다.[16]

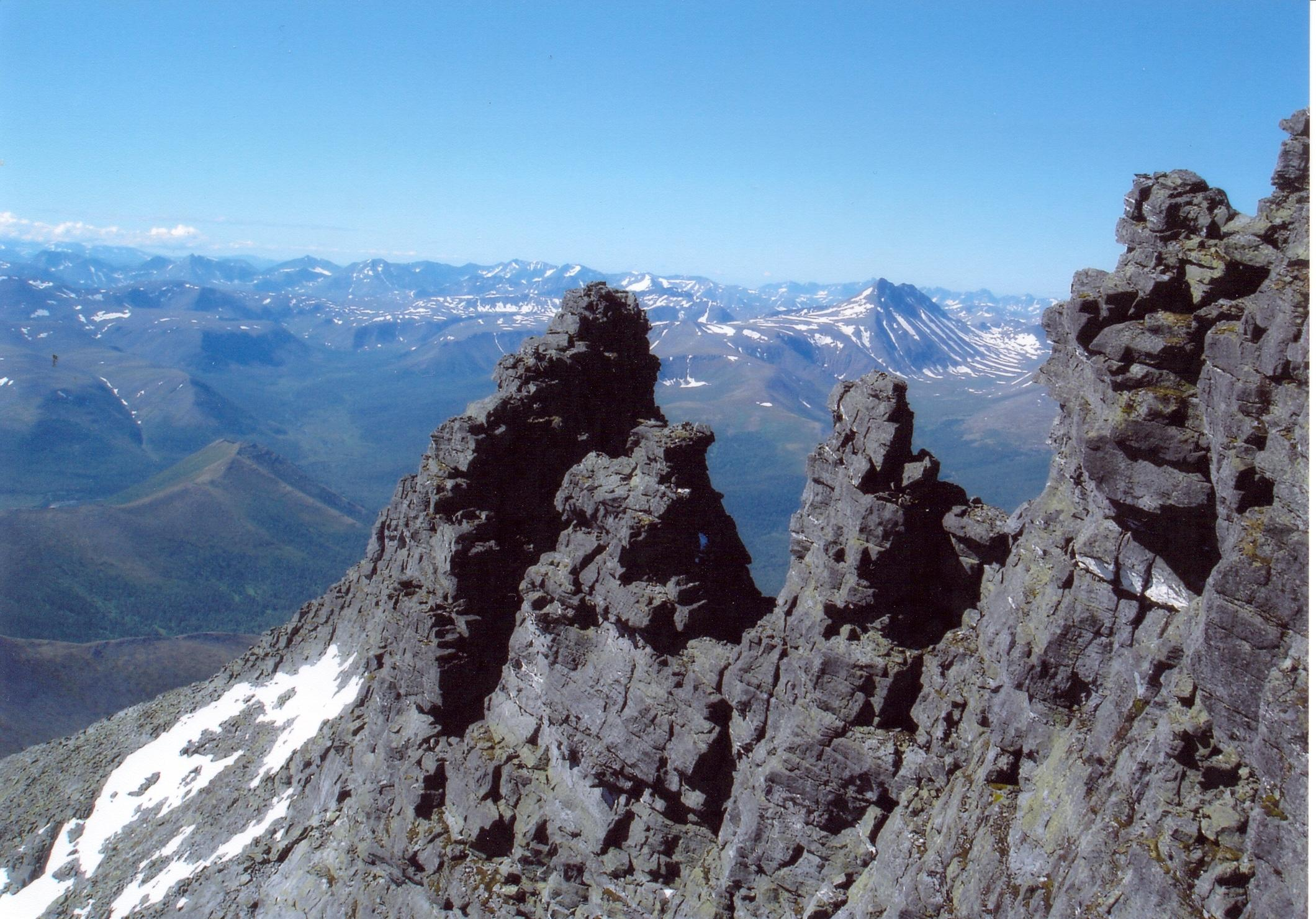
사란파우 인근 극지 우랄
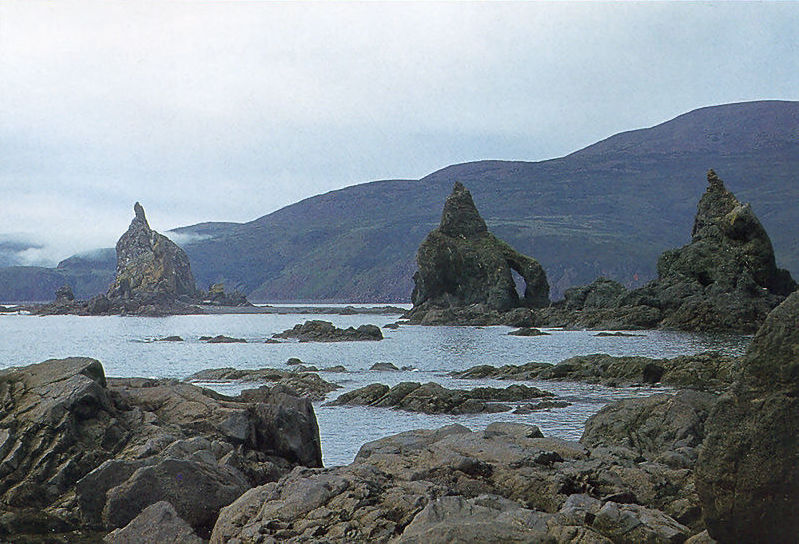
아극지 우랄의 산과 강
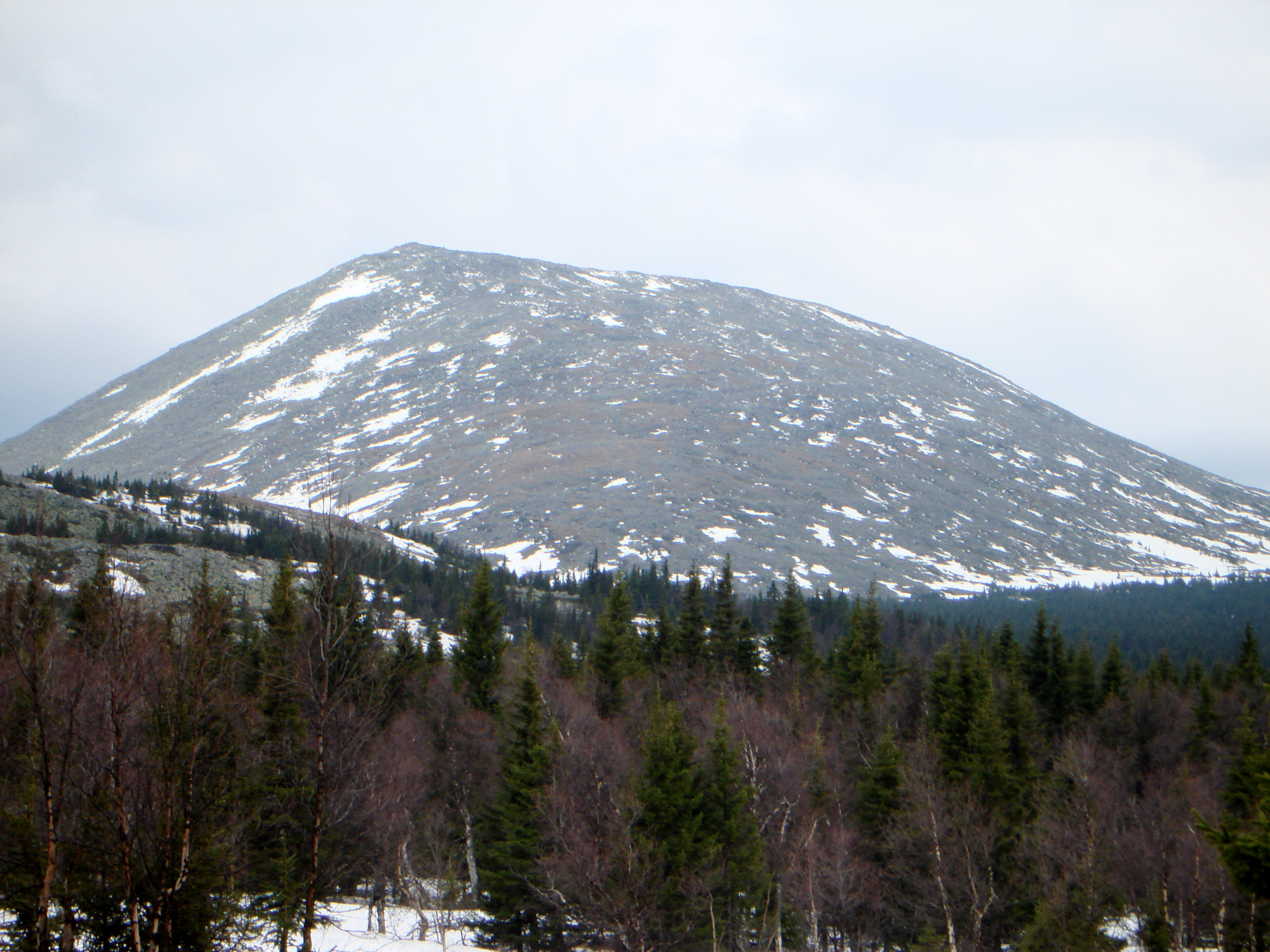
볼쇼이 이레멜
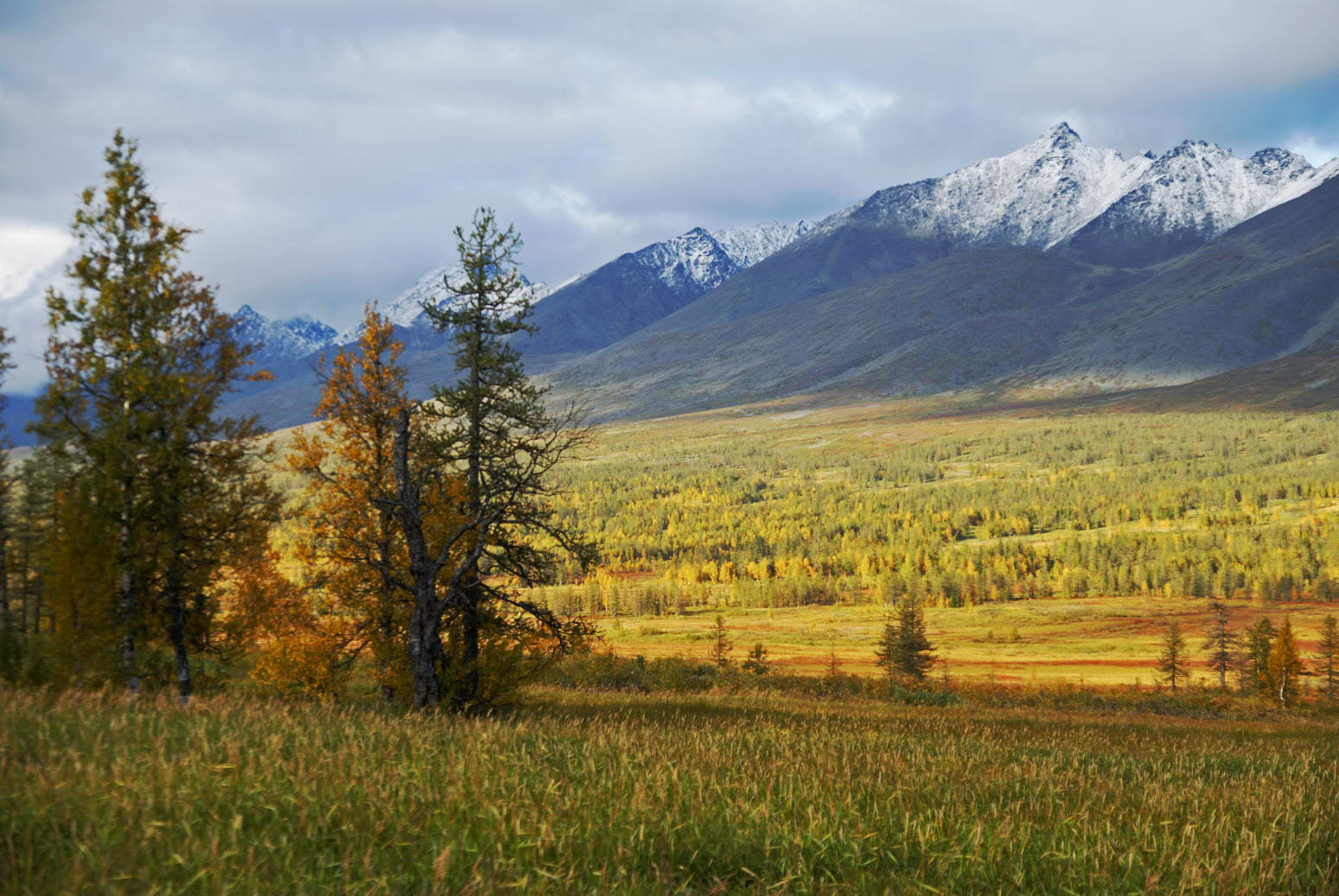
중부 우랄의 UNESCO 세게 유산 유기드바 국립공원
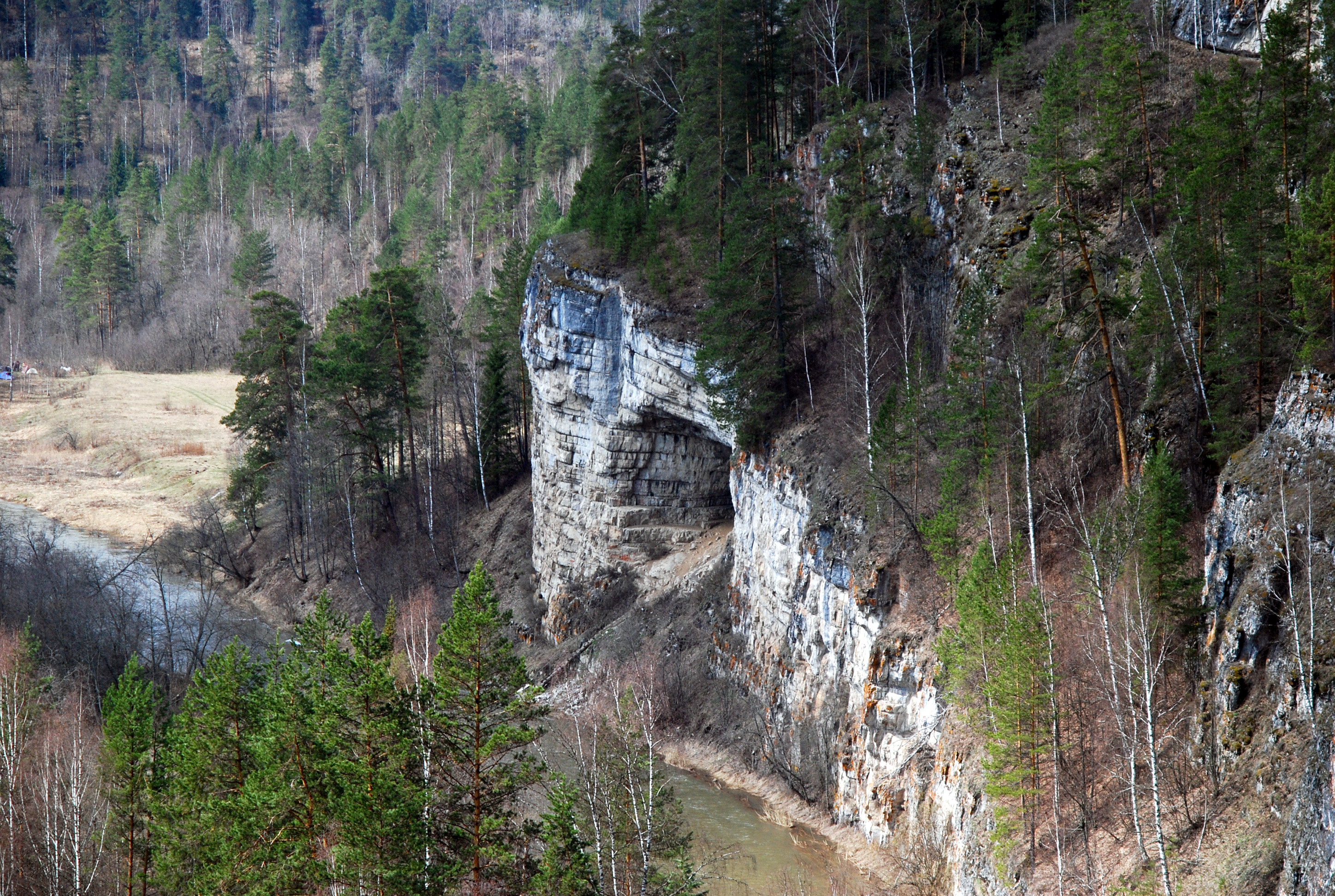
남부 우랄 석회암 지대의 이그나테바 동굴
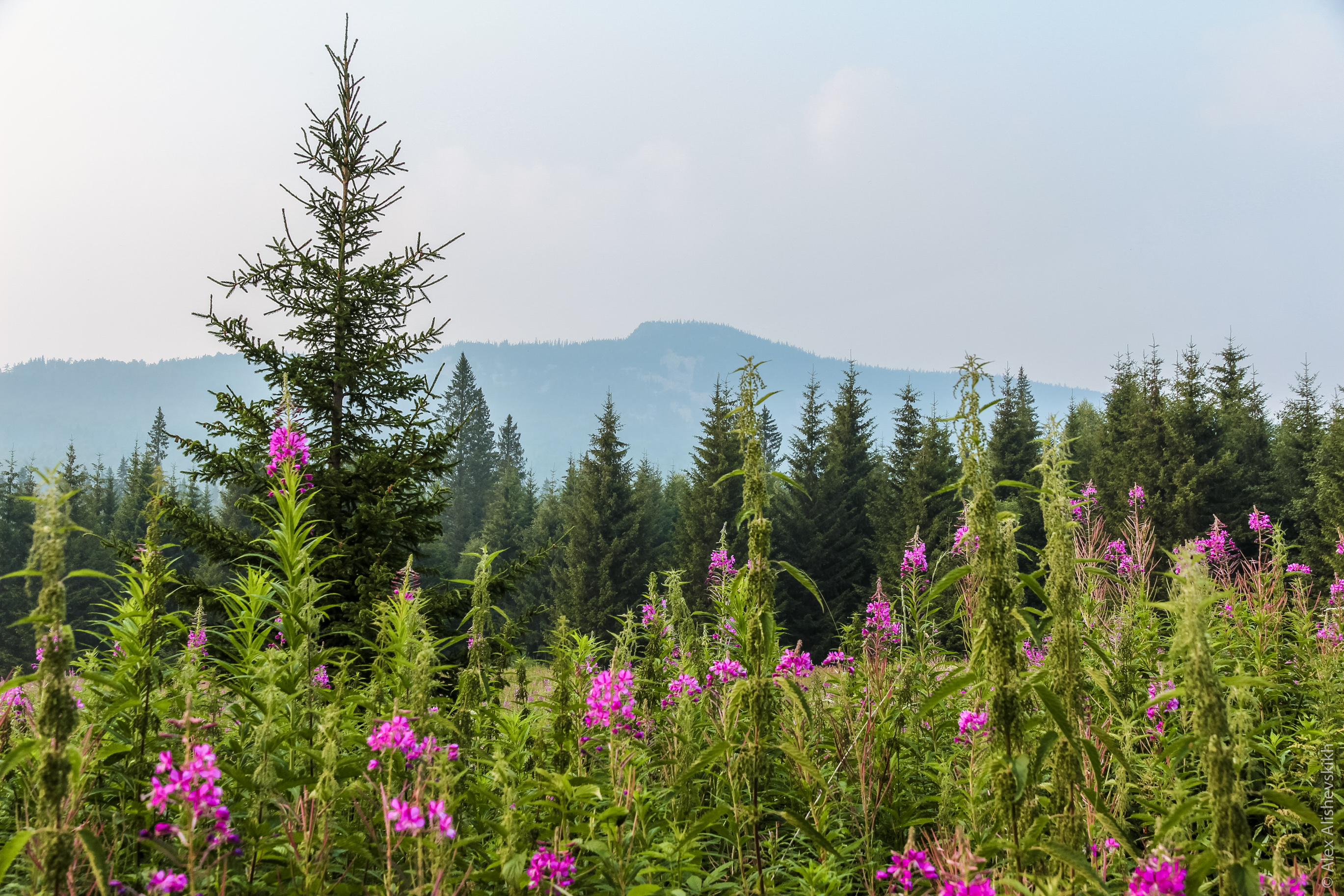
여름철의 우랄산맥

## 지질
우랄산맥은 고생대에서 중생대 사이에 형성된 습이다. 3억년 전에서 2억 5천만년전 사이 판의 경계가 충돌하는 조산운동에 의해 형성되었다.
우랄산맥에 위치한 페름에 발달된 지층에서 페름기라는 명칭이 유래하였다. 1840년 러시아 황제의 초청으로 우랄산맥의 지질을 조사하던 머치슨은 석탄기와 트라이아스기 사이에 개금까지 발견되지 않았던 해양생물을 포함하는 층이 있음을 확인하고 페름기라는 이름을 붙였다.
우랄산맥은 다양한 광물의 산지이다. 석탄 매장량이 풍부하며, 석유, 철, 망간, 텅스텐, 마그네슘, 황철강 등 다양한 광물이 채굴되고 있다. 19세기 황금 채광과 함께 보석류 채굴도 성행하였는데, 특히 우랄산맥에서 채굴되는 석류석은 유명하다.

우랄산맥의 광물
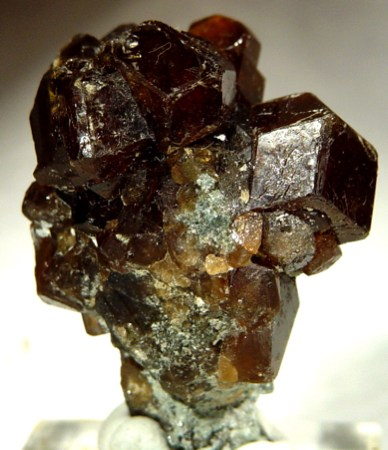
회철석류석
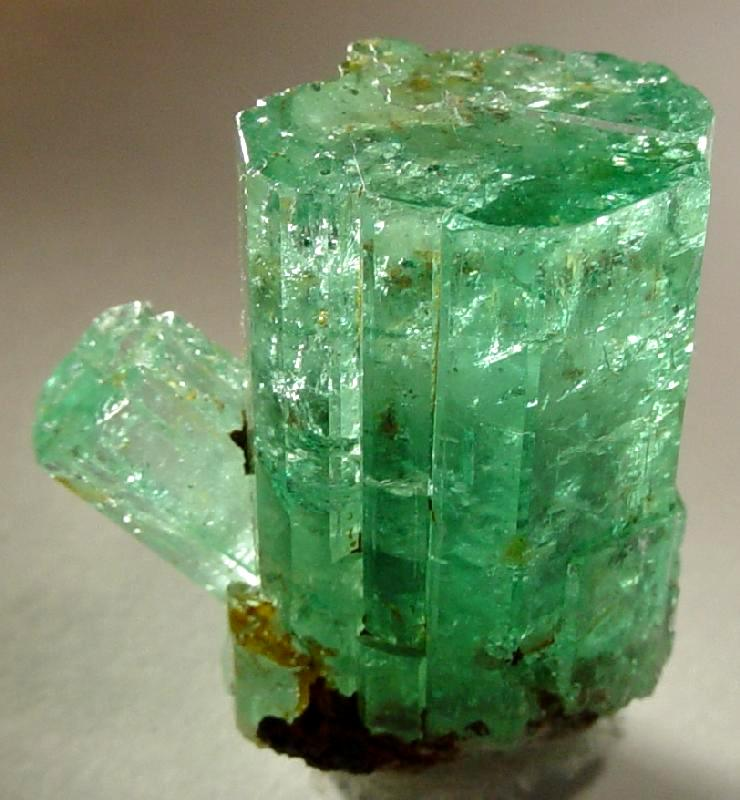
녹주석
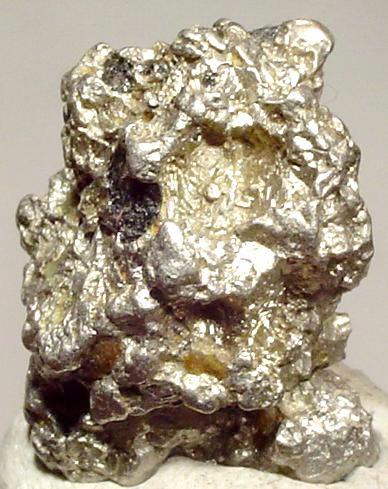
백금
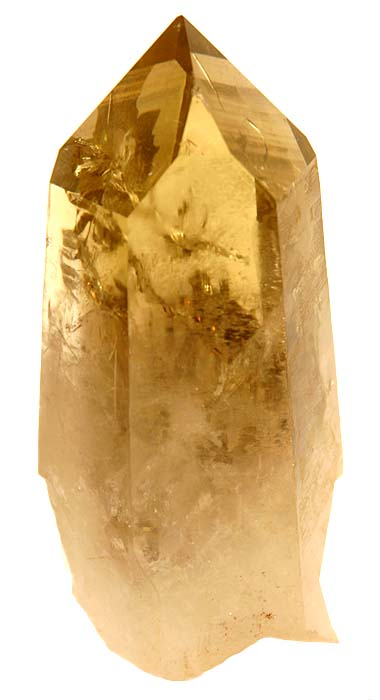
석영

## 기후와 생태

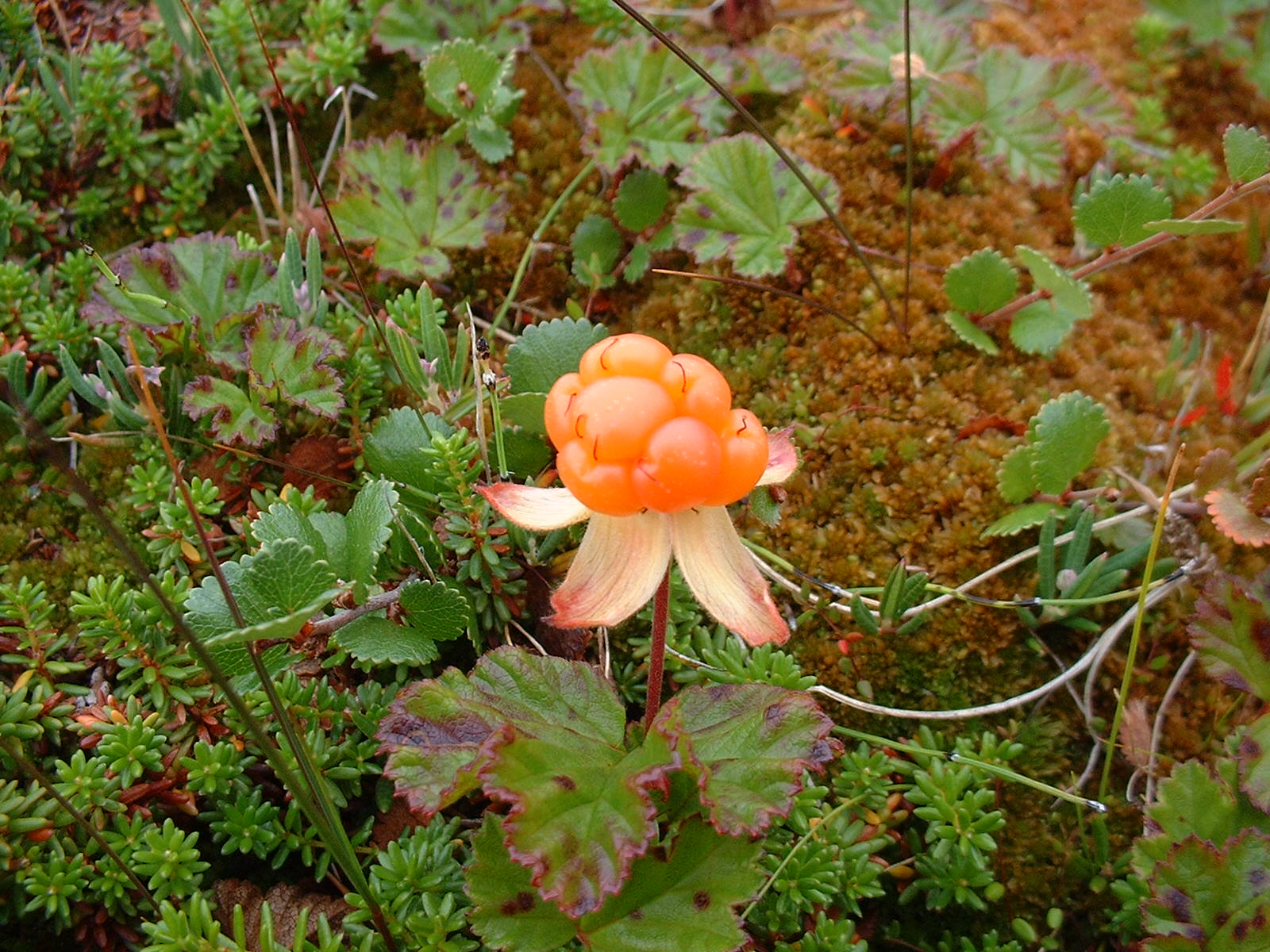
진들딸기

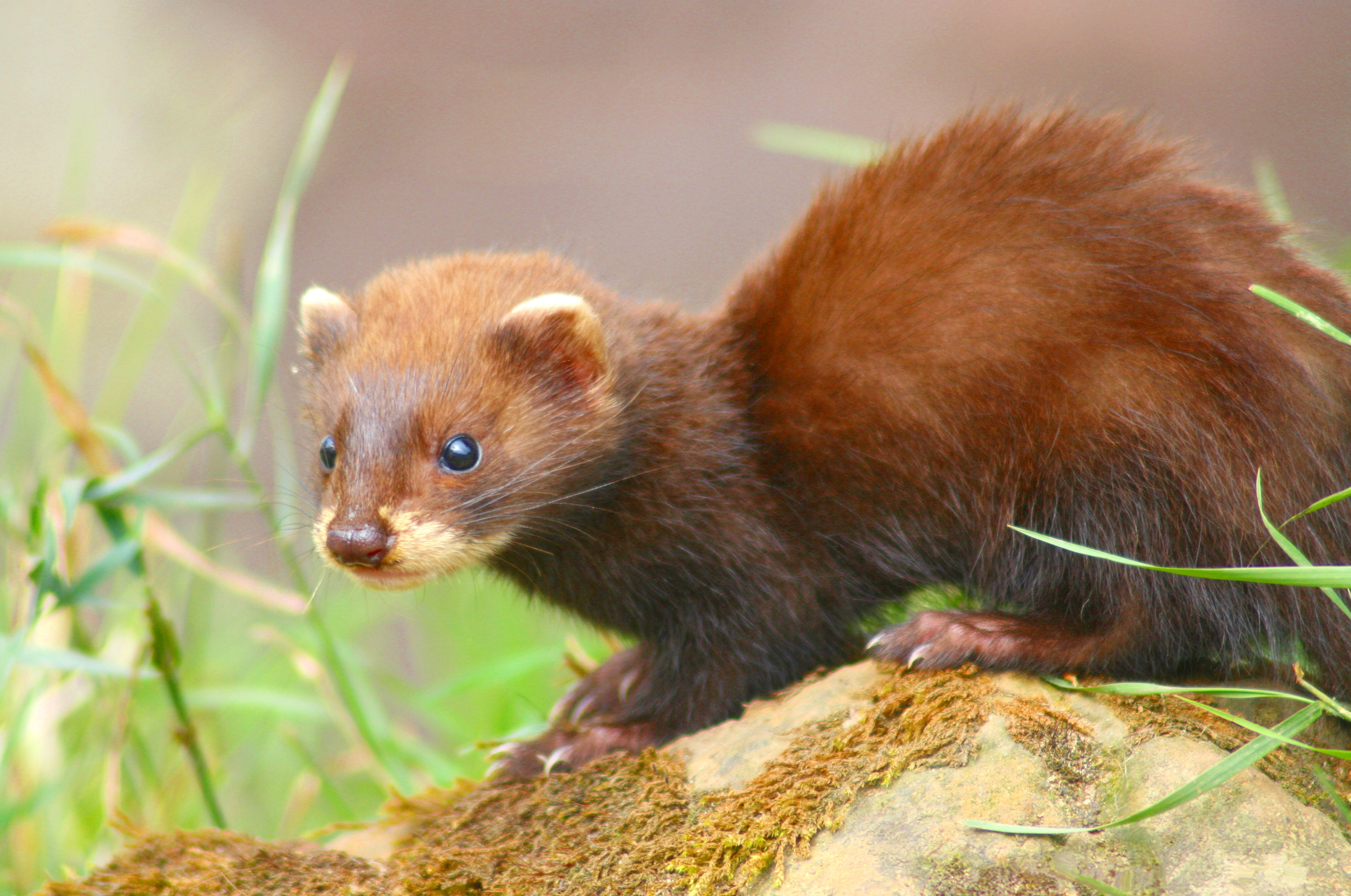
긴털족제비

우랄산맥은 남북으로 길게 이어져 있어 위도에 따라 서로 다른 기후를 보인다. 북쪽의 극지 우랄, 아극지 우랄은 아극지 기후이며 북부와 중부 우랄 지역은 대표적인 툰드라 기후 지역이다. 한대 침엽수림인 타이가가 발달하여 시베리아로 이어진다. UNESCO 세계 유산으로 지정된 코미 원시림이 대표적이다. 우랄산맥에 발달한 타이가는 주로 전나무.낙엽송.가문비나무 등 침엽수림으로 남쪽에는 자작나무.떡갈나무 등 활엽수림도 있다.
평균 강수는 가장 많은 비가 내리는 7월에도 63 mm 로 건조한 편이며, 한낮 평균 기온은 7월에 24 °C, 1월에 영하 10 °C 로 여름은 서늘하고 겨울은 몹시 춥다. 우랄산맥 인근은 이렇다할 고지가 없어 우랄산맥이 기후 형성에 큰 영향을 미친다. 겨울철 극지 우랄과 아극지 우랄을 중심으로 발달하는 저지 고기압이 제트 기류의 흐름을 막는 블로킹을 형성한다. 이 때문에 북극 한파가 보다 저위도 지역까지 크게 내려와 중위도 지방에 한파를 가져오는 원인이 된다.
남부 우랄은 그 밑의 초원 지대와 접하며 스텝 기후와 건조 기후를 보인다. 한편, 남부 우랄산맥에 복잡하게 발달한 계곡 지역은 보다 습윤하여 사시나무속이나 버드나무속, 골담초와 같은 식물들이 자란다.
우랄산맥의 타이가에는 순록, 곰, 울버린, 스라소니, 긴털족제비와 같은 동물들이 산다. 남부 초원 지역에는 땅다람쥐속의 설치류 등이 살고 있다. 우랄 지방은 매우 오래 전부터 모피 무역을 위한 사냥이 이루어지는 곳이었다. 중세 이전부터 우랄에서 기원한 핀인을 비롯한 여러 부족들이 모피를 생산하여 주변 세계와 무역하였다. 러시아 제국은 17세기에서 19세기까지 세계 최대의 모피 공급 국가였으며, 제정 수입의 10%를 모피 무역에서 충당하였다. 이 시기 검은담비는 스베르들롭스크주의 상징이었다.

## 지도
| 가잔 열도갠지스강고다바리강고비 사막나일강류큐 열도남중국해노르웨이해뉴기니섬네푸드 사막다싱안링산맥다뉴브강동시베리아해동중국해동해둥베이 · 평원랍테프해룹알할리 사막레나강마다가스카르섬마리아나 제도마르마라해말레이반도메콩강몰디브 제도몽골고원바렌츠해바이칼호바탄 제도발리섬발트해발하시호백해베링해벵골만보르네오섬북극해북해볼가강북드비나강브라마푸트라강사할린섬샤오싱안링산맥세이셸 군도소코트라섬수마트라섬술라웨시섬스리랑카섬스칸디나비아반도스타노보이산맥스프래틀리 군도시나이반도새머리싱가포르섬아나톨리아아덴만아라비아반도아라비아해아라푸라해아랄해아무르강아조프해아프리카의 뿔안다만 제도알타이산맥알류샨 열도에게해예니세이강오가사와라 제도오만만오비강오스트레일리아오호츠크해우랄강우랄산맥유프라테스강이란고원인더스강인도 아대륙인디기르카강인도양 (북부)인도차이나반도일본 열도자와섬주강장강치롄산맥카라해카라코람카스피해캄차카반도캅카스산맥캐롤라인 · 제도콜리마강쿠릴 열도쿤룬산맥크리스마스섬타이만대만타클라마칸 사막북태평양톈산산맥통킹만티그리스강티모르섬티베트고원파라셀 제도파미르페르시아만페초라강프라타스섬필리핀 제도필리핀해하이난한반도항가이산맥호르무즈홋카이도홍해화베이 · 평원황하황해흑해히말라야산맥힌두스탄 · 평원힌두쿠시class=notpageimage\| 아시아의 주요 지리 |

## 같이 보기
- 나치 독일의 우랄 산맥 계획
- 우랄 연방관구
- 우랄어족